# ワンオートリックス・ポイント・ネヴァー
ダニエル・ロパティン(Daniel Lopatin、1982年7月25日 - )は、ワンオートリックス・ポイント・ネヴァー（Oneohtrix Point Never）の名で知られるアメリカ合衆国ニューヨーク・ブルックリンを拠点とするエレクトロニック・ミュージシャン、音楽プロデューサー、映画音楽家である。通称OPN。
ノイズ、アンビエント、ドローンといった実験的なエレクトロニック・ミュージック作品で高い評価を得ているほか、映画音楽家として『グッド・タイム』（2017年）、『アンカット・ダイヤモンド』（2019年）といった作品を手がけている。また、音楽プロデューサーとしてアノーニやザ・ウィークエンドなどに楽曲提供も行なう。さらに、美術館でのマルチメディア作品展示も多数手がけている。

## 来歴

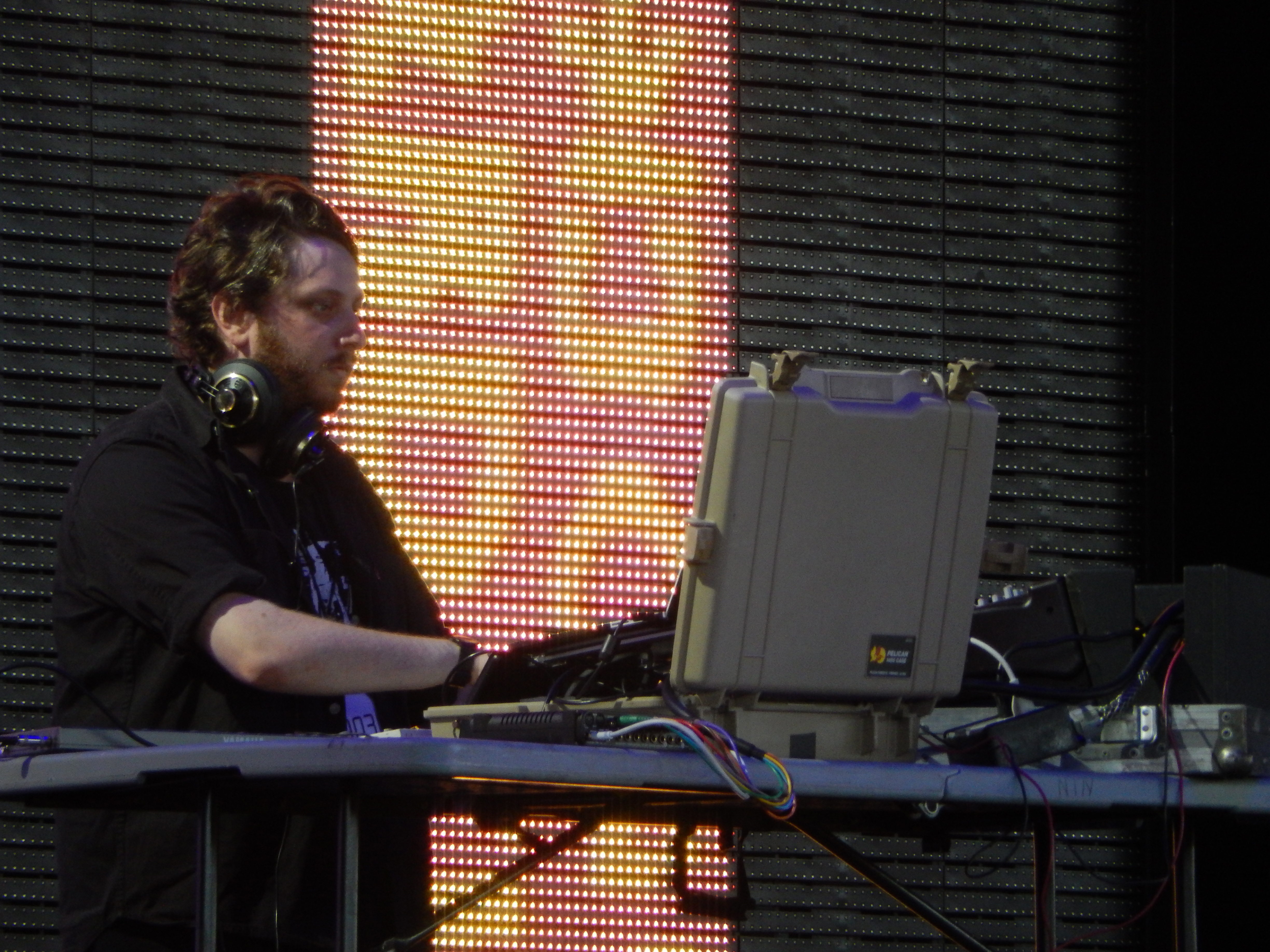
Oneohtrix Point Neverのライブパフォーマンス（2014年）

ノイズ、アンビエント、ドローンといった要素を中心にした実験的な音楽は、批評家から高く評価され、2010年リリースの『Returnal』はピッチフォーク・メディアのこの年のベスト・アルバムランキングで20位に、2011年『Replica』は同17位に、2013年の『R Plus Seven』は同24位に、2015年の『Garden of Delete』は同11位に選出されている。
FKAツイッグスなど多くのアーティストとコラボレーションするほか、音楽制作を手がけた映画『Good Time』は2017年のカンヌ映画祭最優秀サウンドトラック賞を受賞するなど、多岐に渡り活動を続けている。

## ディスコグラフィ

### スタジオアルバム
- Betrayed in the Octagon（2007年、Deception Island）
- Zones Without People（2009年、Arbor）
- Russian Mind（2009年、No Fun）
- Returnal（2010年、Editions Mego）
- Replica（2011年、Software）
- R Plus Seven（2013年、Warp）
- Garden of Delete（2015年、Warp）
- Age Of（2018年、Warp）
- Magic Oneohtrix Point Never（2020年、Warp）
- Again（2023年、Warp）

### コンピレーション
- Rifts（2009年、No Fun）
- Drawn and Quartered（2013年、Software）
- The Fall Into Time（2013年、Software）

### サウンドトラック
- Good Time Original Motion Picture Soundtrack（2017年、Warp）
- Uncut Gems（2019年、Warp）

## フィルモグラフィ

### 映画
- ブリングリング The Bling Ring（2013年）
- グッド・タイム Good Time（2017年）
- アンカット・ダイヤモンド Uncut Gems（2019年）